# Espírito Santo (Mértola)
Pour les articles homonymes, voir Espírito Santo (homonymie).
Espírito Santo est une paroisse civile portugaise (en portugais : freguesia) de la municipalité de Mértola dans le district de Beja.

## Géographie
Espírito Santo se trouve au sud de Mértola. Son territoire est délimité à l'est par le Guadiana et au sud par la rivière Vascão (pt), affluent du Guadiana qui sépare la paroisse de l'Algarve.
L'est de la paroisse se trouve dans le parc naturel de la vallée du Guadiana (en).

## Démographie
Lors du recensement de 2021, Espírito Santo compte 329 habitants. C'est alors la paroisse la moins peuplée de la municipalité de Mértola.